# Lord-lieutenant de Durham
Ceci est une liste de personnes qui ont servi comme Lord-lieutenant du comté de Durham ; depuis 1836, le lord lieutenant exerce également la fonction de custos rotulorum (gardien des archives).
- Henry Neville (5e comte de Westmorland) 1552–?
- Henry Hastings (3e comte de Huntingdon) 2 août 1586 – 1595
- vacant
- Robert Carr (1er comte de Somerset) 4 février 1615 – 20 novembre 1617
- Richard Neile, Évêque de Durham 20 novembre 1617 – 10 décembre 1627
- vacant
- John Howson, Évêque de Durham 13 octobre 1628 – 6 février 1632
- Thomas Morton, Évêque de Durham 30 juillet 1632 – 1642
- Sir Henry Vane 1642 (Parlementaire)
- Interregnum
- Thomas Belasyse, 2e vicomte Fauconberg 27 juillet 1660 – 1661
- John Cosin 13 septembre 1661 – 15 janvier 1672
- En commission 18 avril 1672 – 19 novembre 1674
  - Charles Howard (1er comte de Carlisle)
  - William Widdrington, 2e baron Widdrington
  - Edward Villiers
  - Sir Christopher Conyers, 2e baronnet
  - Sir Ralph Cole, 2e baronnet
  - Sir Gilbert Gerard, 1er baronnet
  - Sir George Vane
  - Sir James Clavering, 1er baronnet
  - Henry Lambton
  - John Tempest[1]
  - William Blakeston
  - Cuthbert Carre
  - Ralph Davison
  - Sir Francis Bowes
- Nathaniel Crew, Évêque de Durham 19 novembre 1674 – 1689
- Richard Lumley (1er comte de Scarbrough) 27 février 1690 – 1712
- Nathaniel Crew, 3e baron Crew, Évêque de Durham 8 mai 1712 – 1714
- Richard Lumley, 1er comte de Scarbrough 16 décembre 1714 – 17 décembre 1721
- William Talbot, Évêque de Durham 10 janvier 1722 – 10 octobre 1730
- Edward Chandler, Évêque de Durham 11 décembre 1730 – 20 juillet 1750
- vacant
- Henry Vane (1er comte de Darlington) 21 mars 1753 – 6 mars 1758
- Henry Vane (2e comte de Darlington) 11 juillet 1758 – 8 septembre 1792
- William Vane 1er duc de Cleveland) 26 novembre 1792 – 29 janvier 1842
- Charles William Vane, 3e marquis de Londonderry 7 avril 1842 – 6 mars 1854
- George Lambton, 2e comte de Durham 31 mars 1854 – 27 novembre 1879
- George Vane-Tempest, 5e marquis de Londonderry 15 janvier 1880 – 6 novembre 1884
- John Lambton (3e comte de Durham) 2 décembre 1884 – 18 septembre 1928
- Charles Vane-Tempest-Stewart (7e marquis de Londonderry) 14 juin 1928 – 1949
- John Lawson 1er baron Lawson) 28 avril 1949 – 1958
- Christopher Vane, 10e Baron Barnard 20 octobre 1958 – 19 octobre 1964
- Sir James Fitzjames Duff 18 février 1964 – 24 avril 1970
- John Vane, 11e baron Barnard 1er octobre 1970 – 21 avril 1988[2]
- David James Grant 21 avril 1988 – 30 janvier 1997[3]
- Sir Paul Nicholson 30 janvier 1997 – 7 mars 2013[4]
- Susan Snowdon 8 mars 2013 – présent [5]